# Leevi Meriläinen
Leevi Meriläinen, född 13 augusti 2002, är en finländsk professionell ishockeymålvakt som är kontrakterad till Ottawa Senators i National Hockey League (NHL) och spelar för Belleville Senators i American Hockey League (AHL).
Han har tidigare spelat för Oulun Kärpät i Liiga och Kingston Frontenacs i Ontario Hockey League (OHL).
Meriläinen blev draftad av Ottawa Senators i tredje rundan i 2020 års draft som 71:a spelare totalt.